# Uwe Schäfer (Rennfahrer)
Uwe Schäfer (* 10. Juli 1963 in Rodheim-Bieber; † 11. April 2004 in Usingen) war ein deutscher Automobilrennfahrer.

## Karriere
Schäfer fuhr Anfang der 1980er Jahre zunächst Kartrennen, u. a. beim KV Oppenrod. 1982 wechselte er in die Formel Ford und wurde dort Deutscher Meister in der nationalen Serie für Inhaber einer nationalen deutschen Lizenz, die von 1980 bis 1982 parallel zur ONS-Meisterschaft für Inhaber einer internationalen Lizenz ausgetragen wurde. 1984 wurde er Gesamtsieger in dieser Serie. Mit Platz 5 (1982) und Platz 2 (1984) beim renommierten Internationalen Formel-Ford-Festival in Brands Hatch ist Uwe Schäfer bis heute der erfolgreichste deutsche Teilnehmer bei dieser Veranstaltung. 1985 fuhr Schäfer einige Rennen in der Deutschen-Formel-3-Meisterschaft zunächst bei Walter Lechner Racing School. Er wechselte aber bereits nach dem 2. Lauf zu Bayern-Motorsport. Trotz guter Trainingsergebnisse, u. a. zwei Pole Positions auf dem Norisring und in Hockenheim zu Lauf 9, erreichte Schäfer am Ende des Jahres mit 8 Punkten nur Platz 20 im Gesamtklassement. Viele Ausfälle, ein aberkannter Sieg wegen Untergewichts des Fahrzeugs beim Lauf 6 in Zeltweg und einige Nichtteilnahmen an Rennen verhinderten ein besseres Resultat. 1986, inzwischen war Walter Brun auf ihn aufmerksam geworden, fuhr Schäfer sein erstes Rennen auf einen Porsche 962 C im Team Brun Motorsport. Beim Internationalen 9. ADAC Flughafenrennen in Siegerland, dem 5. Lauf zur Interserie, belegte er Rang 3 in der Gesamtwertung. Weitere Sportwagen Einsätze gab es 1986 für ihn allerdings nicht. Lediglich ein Rennen zur ETCC, zusammen mit Dieter Quester auf einem Schnitzer BMW 635 CSi, bestritt er noch in diesem Jahr. Von 1987 bis 1989 startete Schäfer bei insgesamt 20 Rennen, allesamt auf einem Porsche 962 C und für das Team von Walter Brun, in der WSPC und zum Sportwagen Supercup. Seine besten Ergebnisse waren zwei dritte Plätze im Supercup 1988 in Hockenheim und beim Nürburgring Eifelrennen. Sein letztes Rennen bestritt Uwe Schäfer am 17. September 1989 in Spa-Francorchamps, einen Lauf zur WSPC (Disqualifikation wegen unerlaubten Batterietausch).

## Tod
Uwe Schäfer starb im Alter von 41 Jahren an den Folgen einer Krebserkrankung.

## Statistik

### Le-Mans-Ergebnisse
| Jahr | Team                   | Fahrzeug     | Teamkollege    | Teamkollege      | Platzierung | Ausfallgrund |
| ---- | ---------------------- | ------------ | -------------- | ---------------- | ----------- | ------------ |
| 1987 | Brun Motorsport        | Porsche 962C | Oscar Larrauri | Jesús Pareja     | Ausfall     | Unfall       |
| 1988 | Repsol Brun Motorsport | Porsche 962C | Massimo Sigala | Jesus Pareja     | Rang 7      |              |
| 1989 | Brun Motorsport        | Porsche 962C | Harald Huysman | Dominique Lacaud | Rang 10     |              |